# Altajski kraj
Altajski kraj se nalazi u jugozapadnom dijelu Sibirskog saveznog okruga, na međi s državom Kazačkom.

## Vanjske poveznice
- Službena stranica  Arhivirana inačica izvorne stranice od 6. ožujka 2009. (Wayback Machine) (engl.)(rus.) (njem.)